# La Couronne (Bouches-du-Rhône)

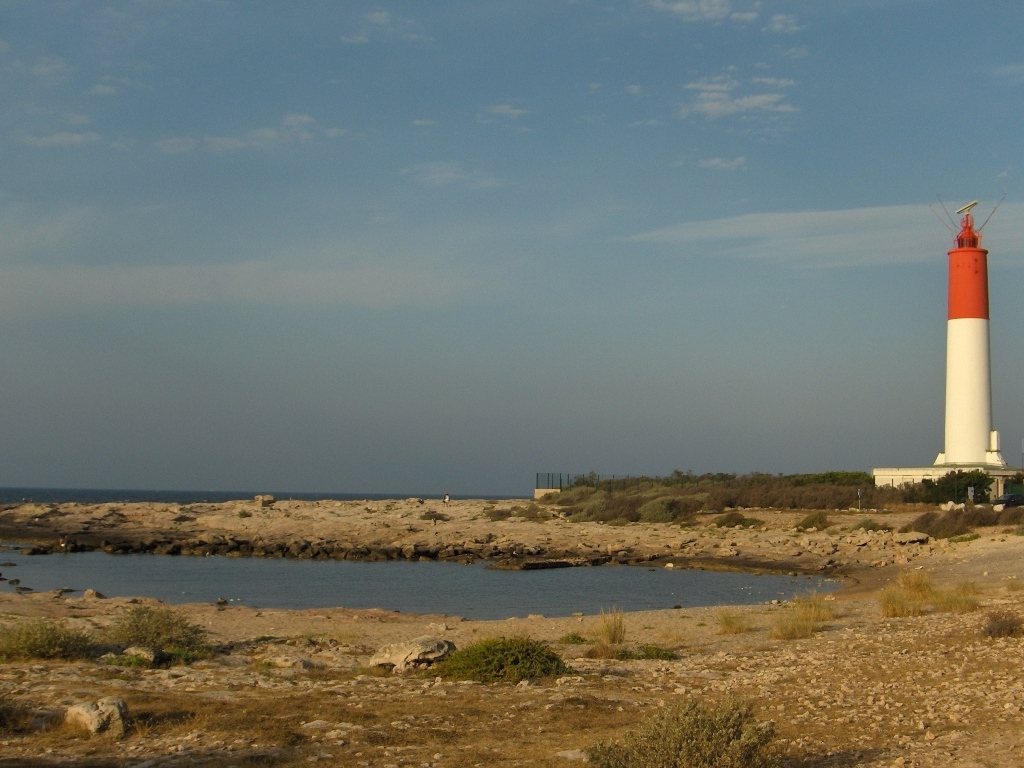
Leuchtturm am Cap Couronne

La Couronne (deutsch „Die Krone“) ist ein Ortsteil der südfranzösischen Gemeinde Martigues im Département Bouches-du-Rhône. Das Dorf liegt am Mittelmeer, an der Côte Bleue.
La Couronne – früher trug das Dorf den Namen Queyroun – lebt in erster Linie vom Tourismus. Es ist vor allem für seine alten Steinbrüche und Leuchttürme bekannt. Die Steinbrüche wurden bereits vom Griechen Strabon erwähnt. Ausgrabungen legen nahe, dass sie bereits ab dem 6. Jahrhundert vor Christus genutzt wurden. Das Cap Couronne ist die am weitesten hervorragende Landspitze zwischen der Bucht von Marseille und der von Fos-sur-Mer.

## Sehenswürdigkeiten
- Der alte Leuchtturm entstand in der zweiten Hälfte des 19. Jahrhunderts. Allerdings wurde dieser 1963 zerstört und wenig später durch einen neuen ersetzt. Am 12. Dezember 2003 wurde der Leuchtturm in die Liste der Monuments historiques aufgenommen.[1]
- Die Pfarrkirche "Saint-Jean-Baptiste" ("Johannes der Täufer") (Lage →) entstand im Jahre 1664 aus einer vorherigen Kapelle "des Traceurs de Pierre" aus dem 16. Jahrhundert. Der Kirchturm wurde am 10. Mai 1859 eingeweiht und trägt die Zeichen der verschiedenen Steinmetze, die in zwei Steinbrüchen gearbeitet haben. Der ältere befindet sich östlich des heutigen Leuchtturms (Lage →). Der jüngere Steinbruch befindet sich am Ostufer der Bucht von Verdon im Ortszentrum. Hier werden auch heute noch Steine gebrochen für Reparaturen an Gebäuden, die mit Couronner Steinen errichtet wurden, z. B. die Vieille Charité in Marseille.
- Die beiden alten Steinbrüche an der Ost- und der Westseite der Landzunge, auf der der Leuchtturm steht.

## Galerie

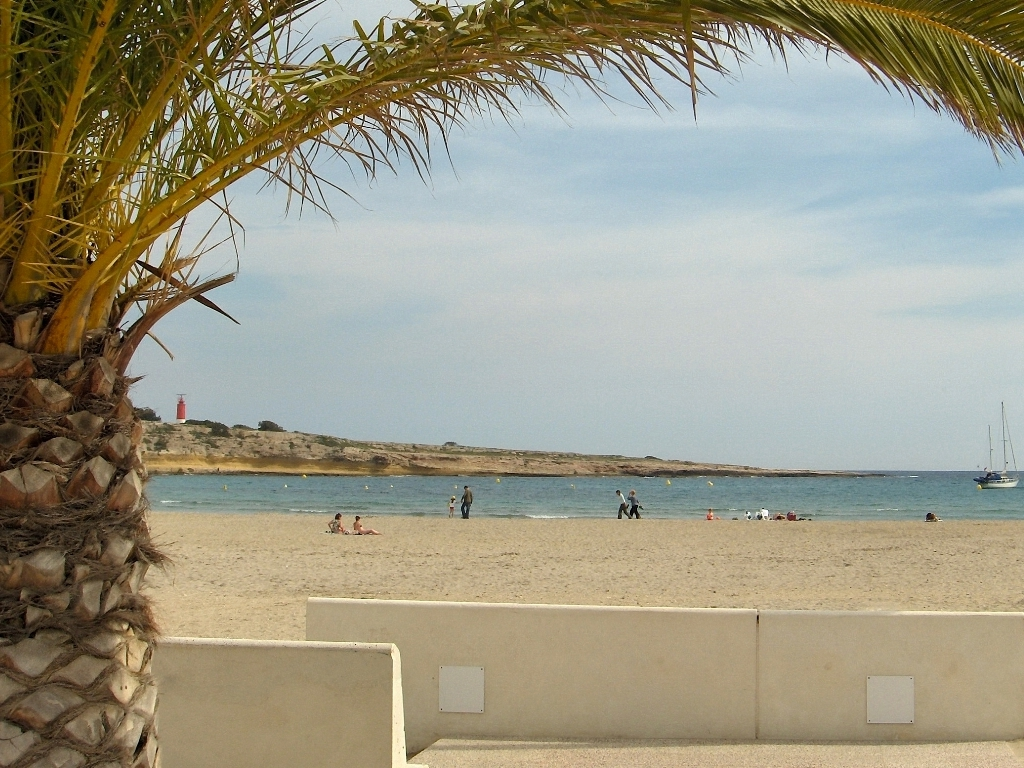
Strand "du Verdon", der Hauptstrand
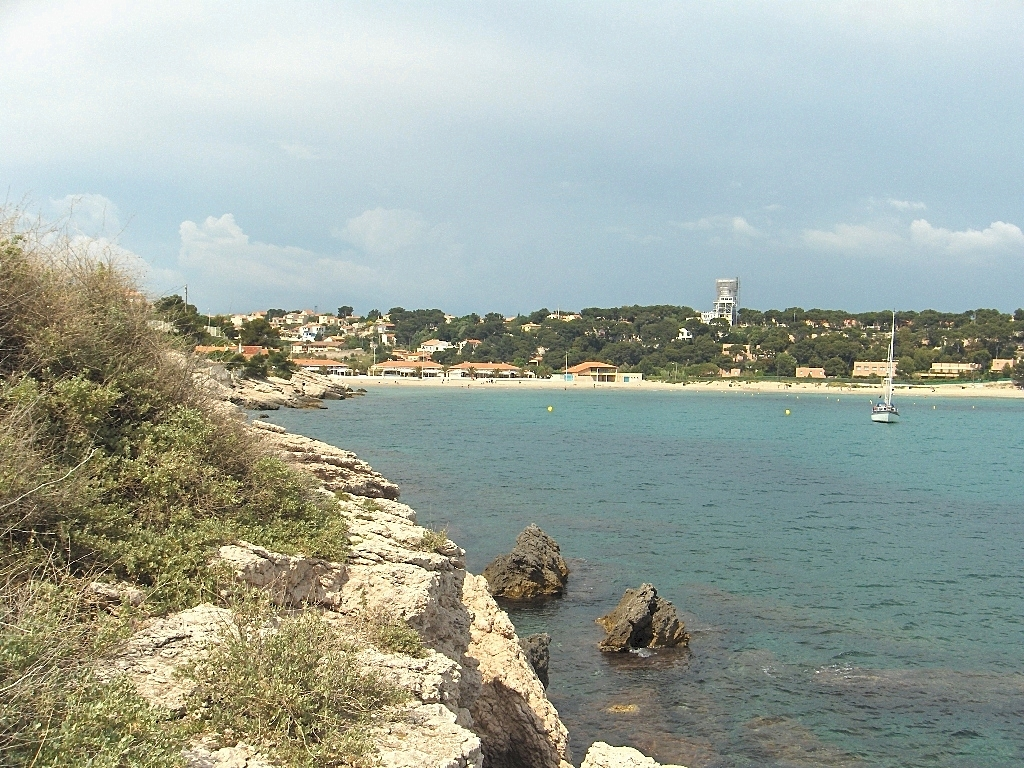
Blick auf den "Plage du Verdon"
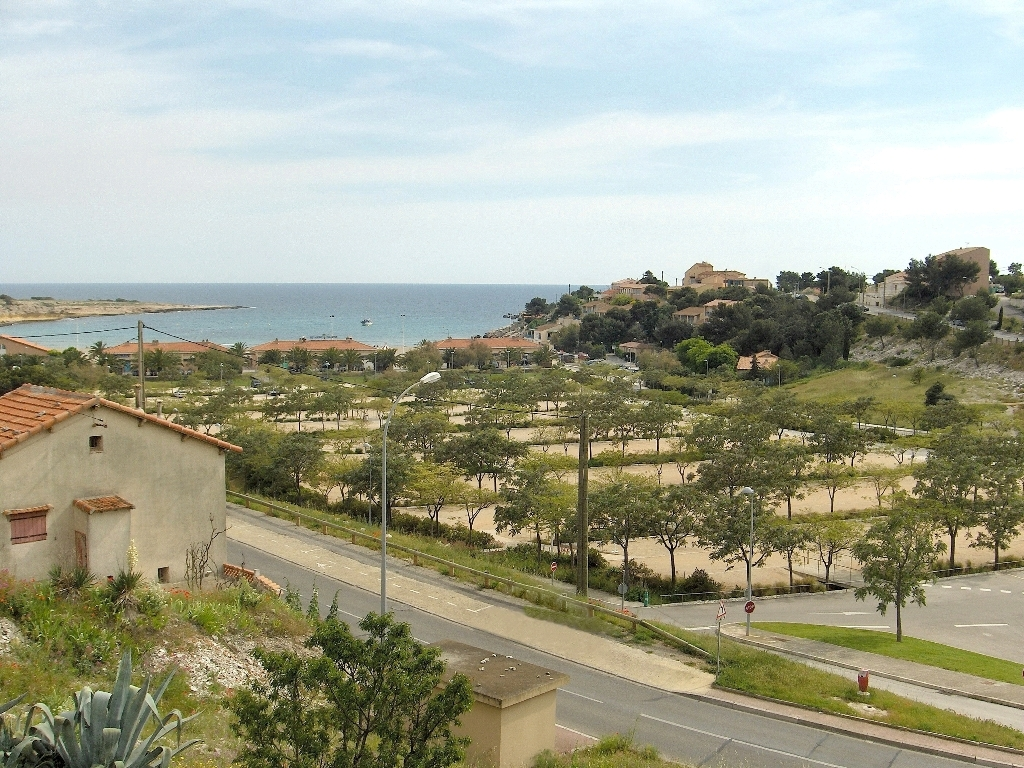
Blick auf den Plage du Verdon aus dem Ort heraus
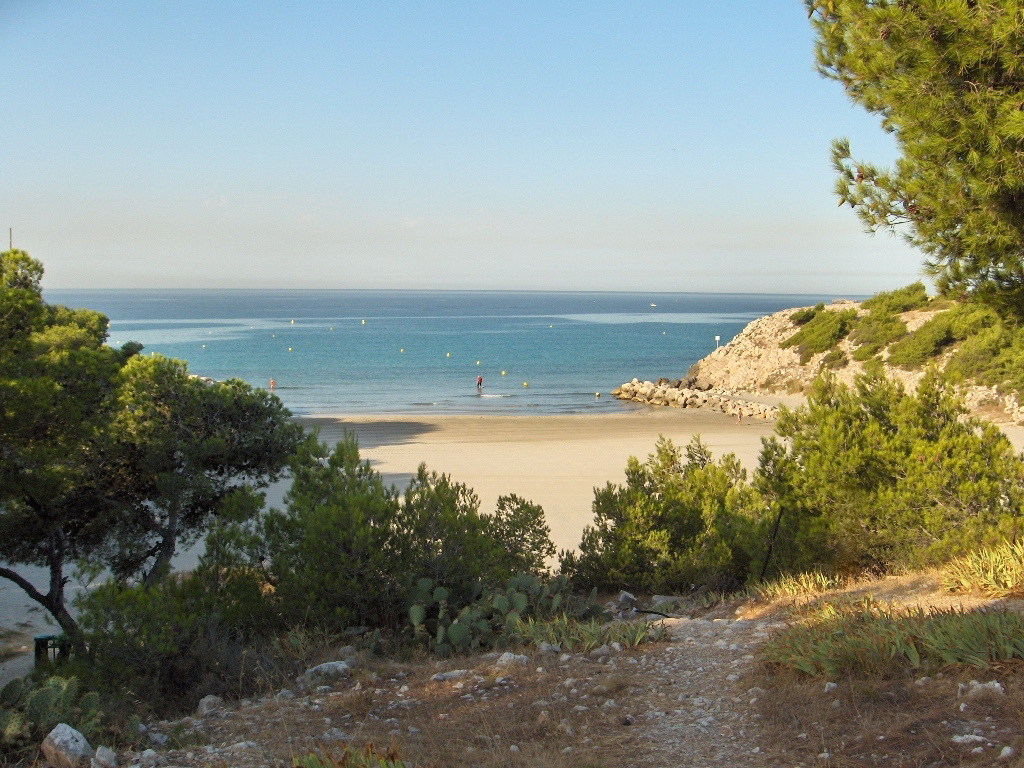
"Plage de La Saulce" im Osten der Ortslage
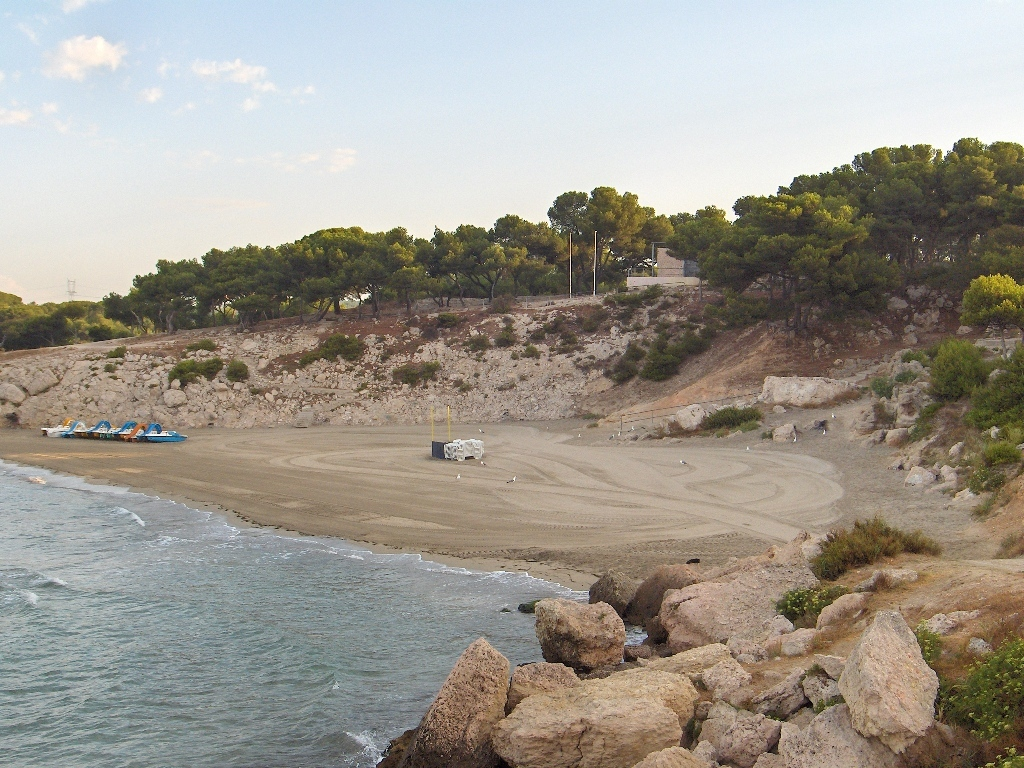
"Plage de Sainte-Croix" im Osten des Ortes
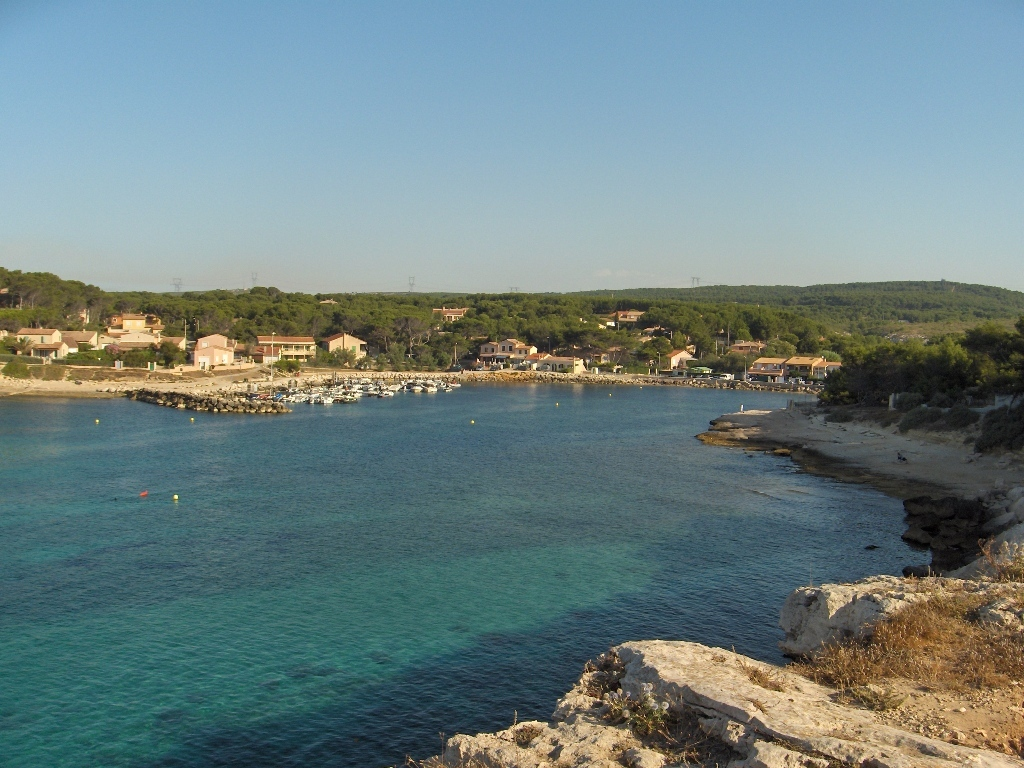
Hafen von "Tamaris" ganz im Osten der Ortslage

Pfarrkirche Jean Baptiste
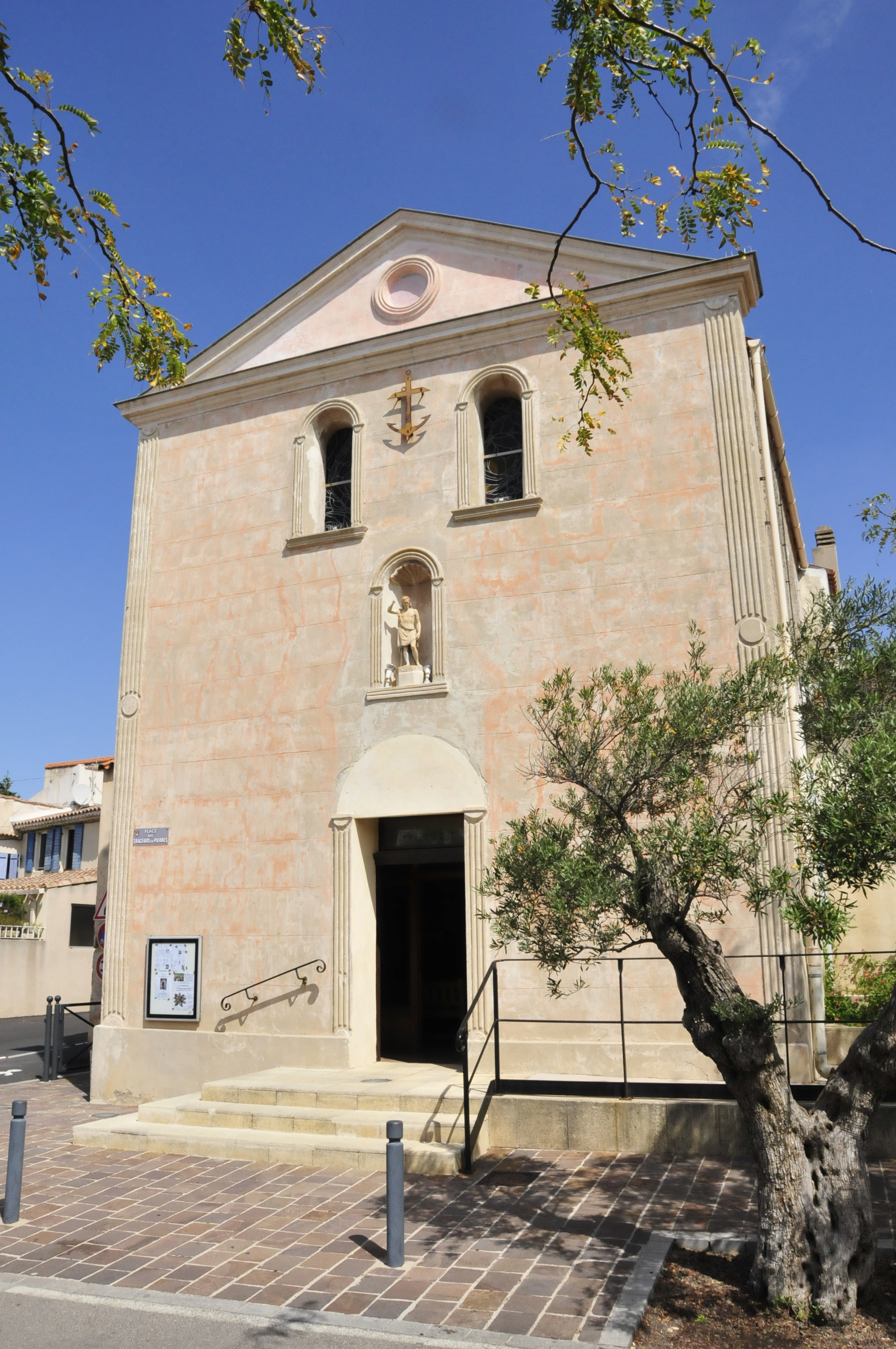
Südwestansicht
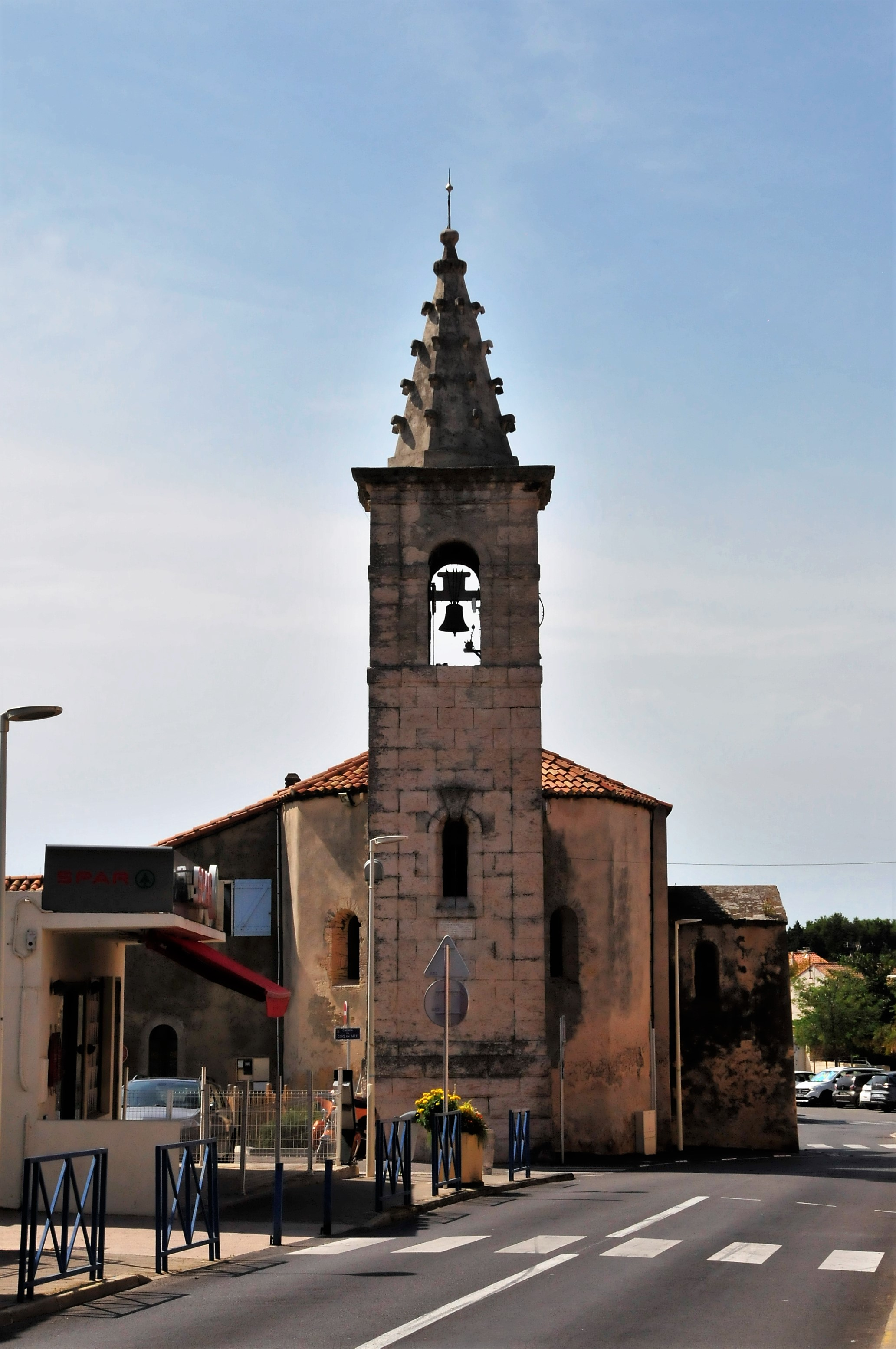
Nordostansicht
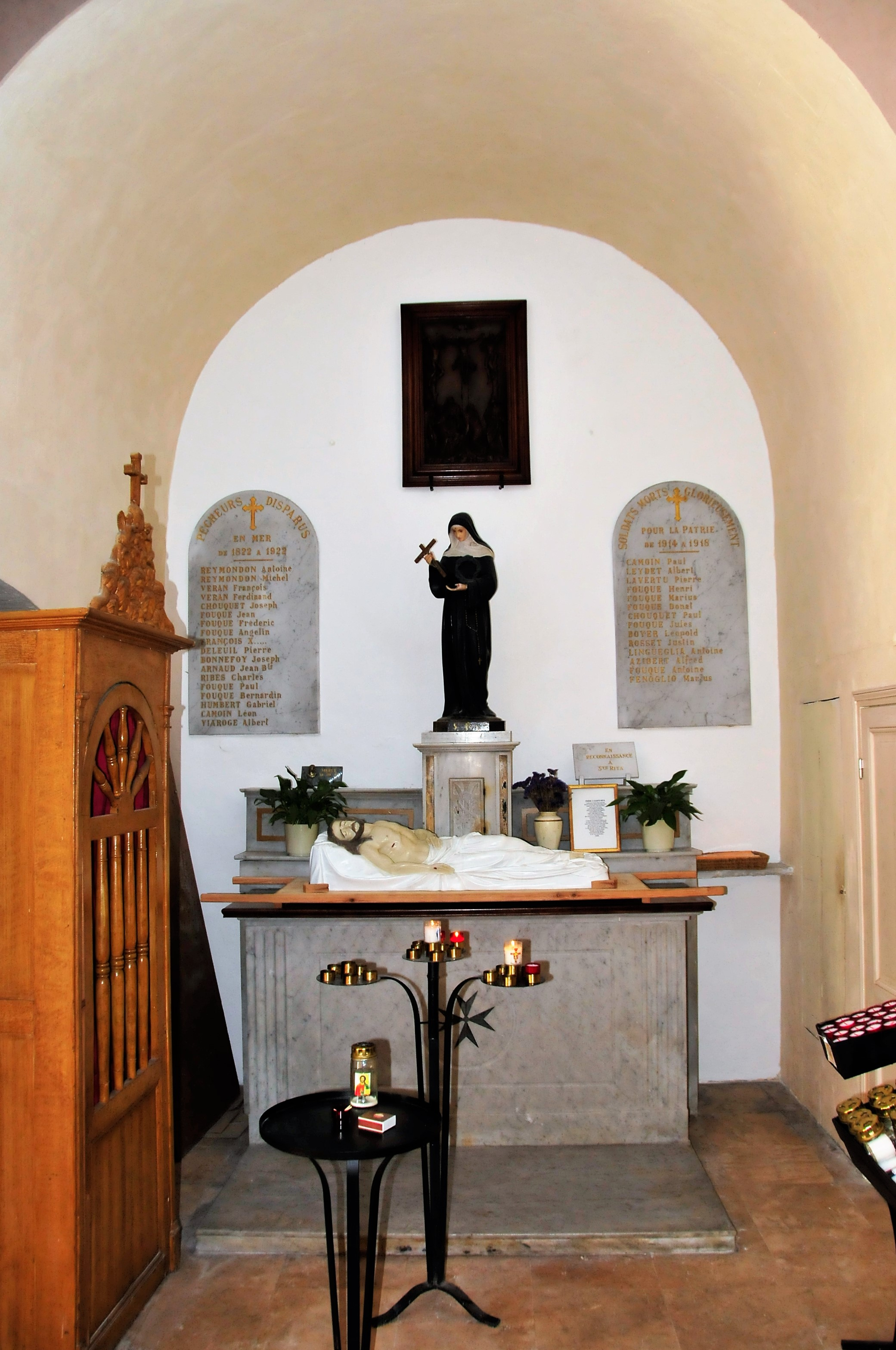
Seitenaltar im Südosten des Kirchenschiffs
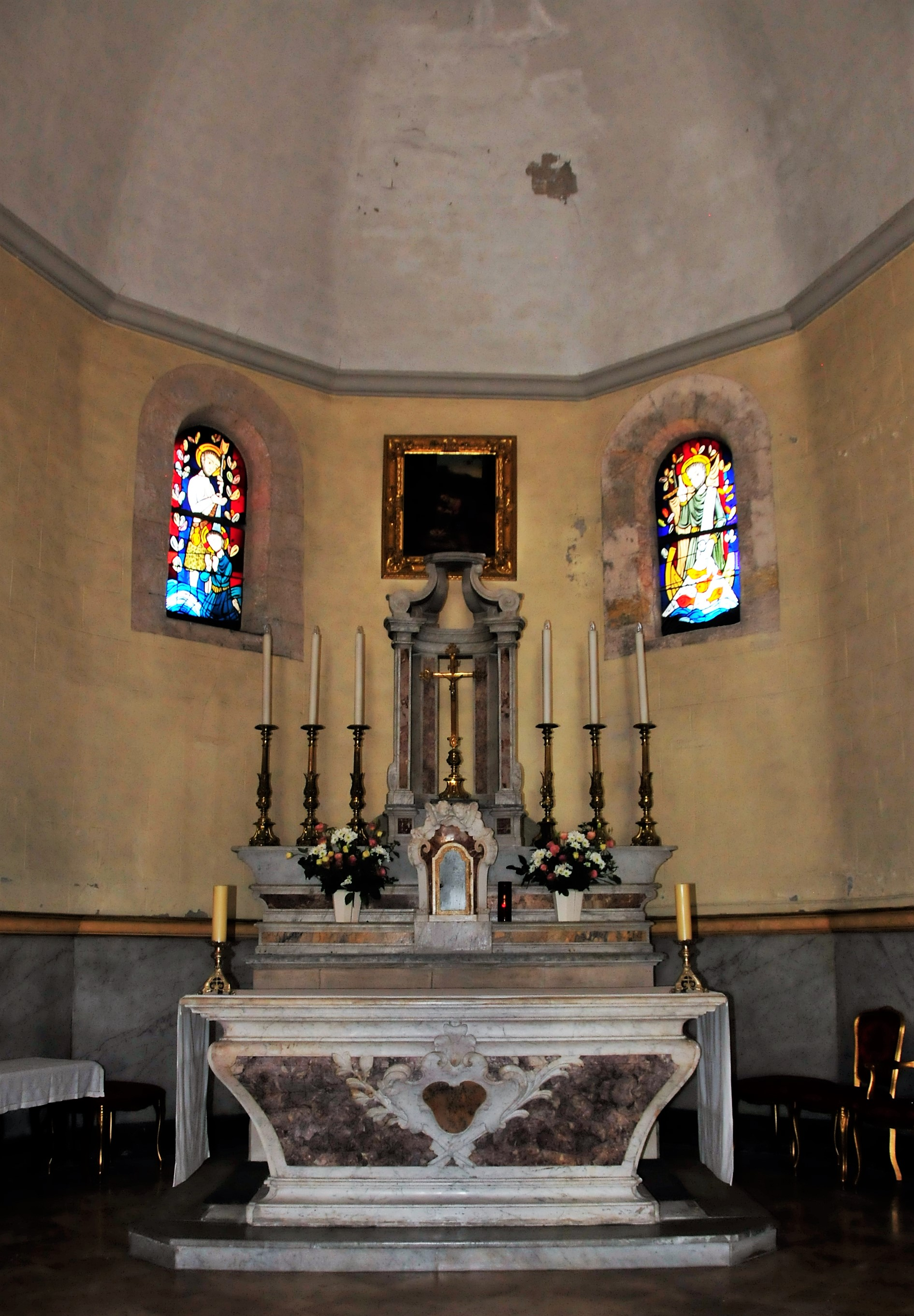
Chor und Altar
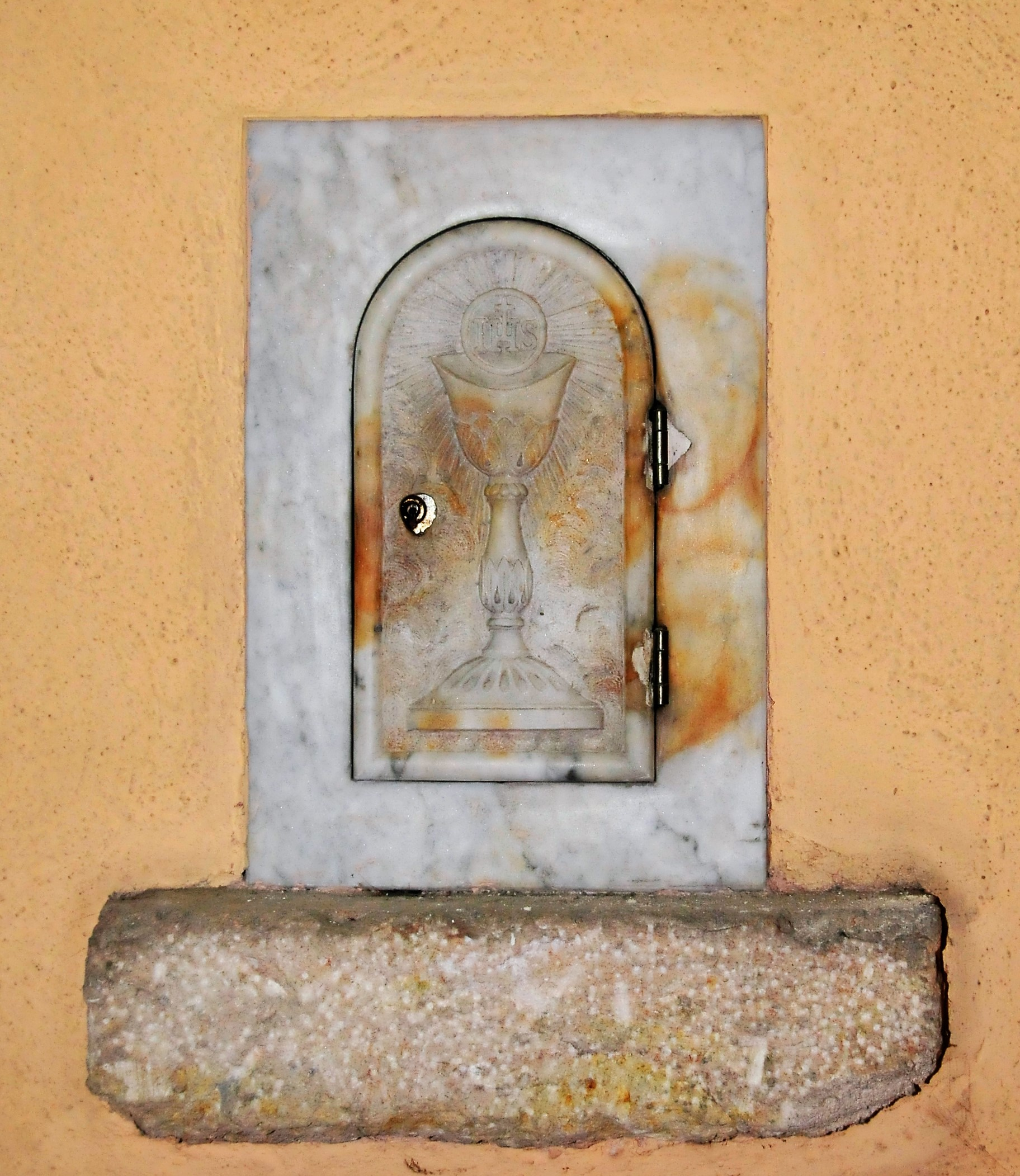
Wandtabernakel in der Seitenaltarnische im Nordwesten des Kirchenschiffs
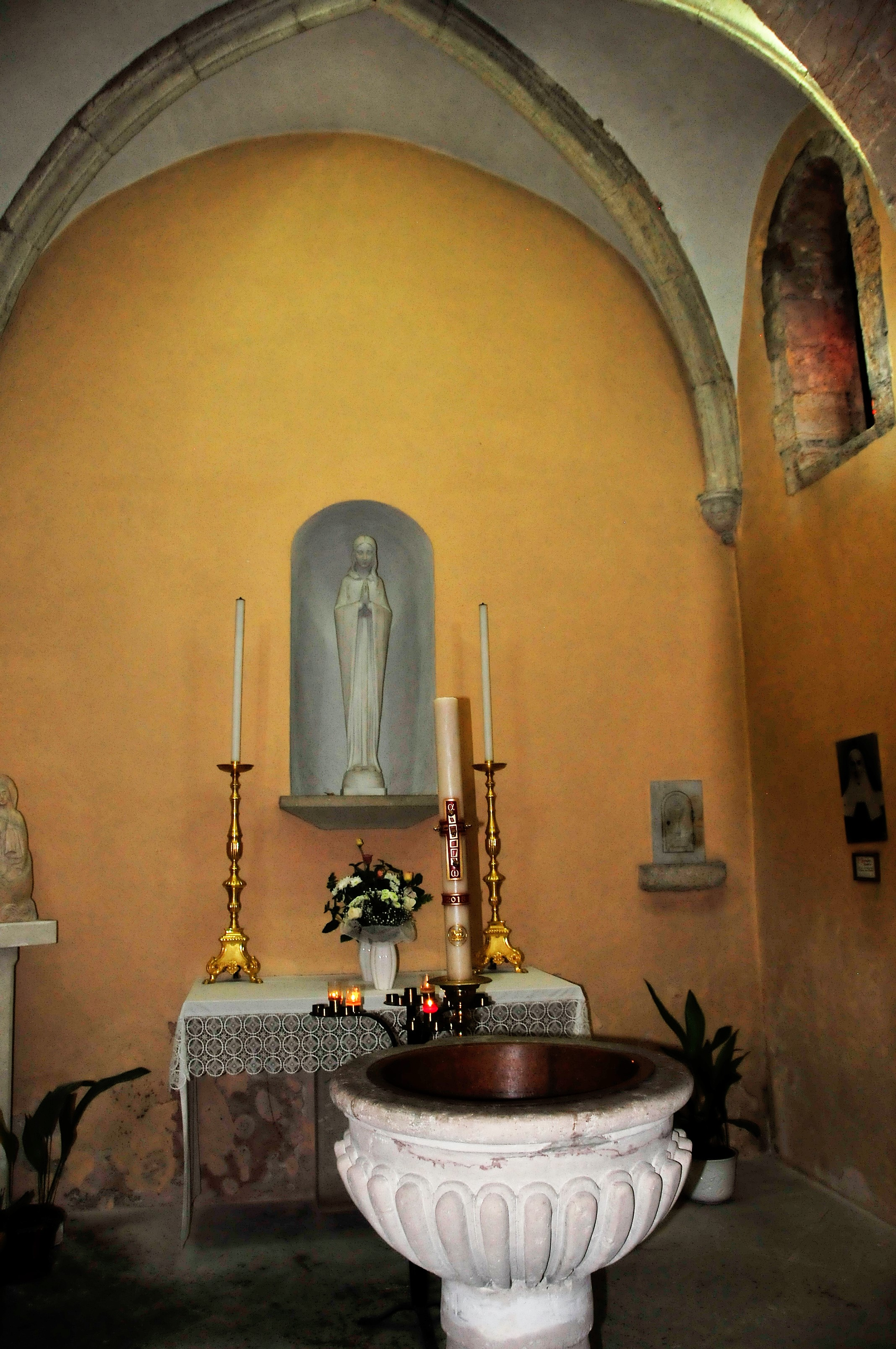
Seitenaltar mit Taufbecken im Nordwesten des Kirchenschiffs